# ستيف رايت (لاعب كرة قدم أمريكية)
ستيف رايت (بالإنجليزية: Steve Wright)‏ هو لاعب كرة قدم أمريكية أمريكي، ولد في 17 يوليو 1942 في لويفيل في الولايات المتحدة.

## وصلات خارجية
- ستيف رايت على موقع مرجع كرة القدم المحترفة.كوم (الإنجليزية)